# パット・フライ
パット・フライ（Pat Fry 、1964年3月17日 - ）は、イングランド出身の自動車技術者、電子技術者。
主にモータースポーツの分野で活動し、F1チーム「ベネトン」「マクラーレン」「フェラーリ」「マノー」「ルノー / アルピーヌ」「ウィリアムズ」などの技術部門を歴任した。

## 経歴

### 電子技術者時代
少年時代から機械をさわるのが好きで、16歳の時にフロントフォークに独自のアイディアを仕込んだレーシングバイクを自分で設計してブランズ・ハッチで走らせたりしていた。
シティ・オブ・ロンドン・ポリテクニック（旧ロンドン・ギルドホール大学、現ロンドン・メトロポリタン大学）でコンピュータデザインや電子工学を学ぶ傍ら、電機メーカー「ソーン・エミエレクトロニクス」（Thorn EMI）の見習いとして働く。防衛部門のリサーチ＆デベロップメント（研究開発）部署で、ミサイル防衛のエレクトロニクス開発に従事した。しかし防衛部門が不景気だったため、レイオフにより失職してしまった。

### ベネトン（1987年 - 1993年）
1987年、ベネトンが将来的なアクティブサスペンションの開発を見込んでエレクトロニクス専門誌に出していた技術者募集の求人広告をフライは偶然見つけた。ベネトンはフライの専攻がリキッドエンジニアリングだったことでアクティブサス開発に適任であるとして、フライはグランプリの世界に入ることになった。ベネトンでは研究開発部門に入り、初仕事はゼロからのデータロガーの開発・設計を担当し、アクティブサスペンションの開発・製作にも深く携わった。
この時期にメカニックとして在籍していた津川哲夫と親交を深め、津川がジャーナリストとなって以後に受けた対談でフライは、「もちろんレースが好きだけど、テクノロジーが好きなんだ。私は単なるエレクトロニクス技術者から始まって、F1でアクティブサスを作るに至っている。物を創造するということは本当に面白い事だよ。」と自身の本質を述べている。またベネトンに入った当初を回想して「入ったら入ったで誰も助けてくれない。最初のデータロガーの件も、これやってみてよとデータだけ渡されて終わり（笑）。あとは全部自分でアイディアを考えて造りだしていくしかないんだよね。でもエンジニアにとって最高の経験をさせてもらったチームだ」と語っている。ベネトンではその後、テストチーム勤務を経て、1992年にマーティン・ブランドル担当のレースエンジニアとなった。

### マクラーレン（1993年 - 2010年）
1993年、マクラーレンに移籍しベネトン時代の同僚ジョルジオ・アスカネッリの元でエンジニアとして働いた。1993年はアクティブサスペンションの先行開発に携わりながら、テストチームのエンジニア兼レースチームのアドバイザーとしてアイルトン・セナのマシンを担当。1995年からミカ・ハッキネンのレースエンジニアを担当。テストチームへの異動を経て、1997年よりレースチームに復帰し、2000年までデビッド・クルサードのレースエンジニアを担当した。
2002年、チーフエンジニアに昇格。ティム・ゴスとのローテーション制で、2005年のMP4-20、2007年のMP4-22、2009年のMP4-24の
開発を担当した。
順番では、2010年には2011年用のMP4-26を手掛けるはずだったが、同年5月にマクラーレンからの離脱が発表された。

### フェラーリ（2010年 - 2014年）
2010年7月よりフェラーリへ移籍し、テクニカルディレクターのアルド・コスタの元でアシスタント・テクニカルディレクターとして働く。ライバルチーム間で上級エンジニアが移籍する場合、最新情報の流出を防ぐために「ガーデニング休暇」と呼ばれる休職期間を置くことが多く、フライの速やかな移籍は珍しいケースだった。
2011年1月より、クリス・ダイアーに替わりレースエンジニアリングディレクターを兼務した。
2011年5月、コスタがテクニカルディレクターを辞職し、フライが開発責任者の地位を継ぐことになった。技術部門再編により、フライはシャーシ部門ディレクター (Director for the Chassis) と呼ばれる。
2014年12月、フェラーリチームを離脱。

### マノー・レーシング（2016年 - 2017年）
2016年1月、マノー・レーシングに加入。しかし、1年余りでチームは消滅し失職した。

### マクラーレン（2018年 - 2019年）
2018年9月、マクラーレンの技術部門に復帰を発表。翌シーズン用のF1マシン・MCL34の開発に貢献した。しかし元から短期の契約であるとされ、内定していたチーフ候補のジェームス・キーが翌2019年3月に合流したのと入れ替わりに離脱した。

### ルノー / アルピーヌ（2020年・2021年 - 2023年）
ガーデニング休暇を経て2020年シーズンよりルノーF1に移籍し、シャーシ部門のテクニカルディレクターに就任。チームがワークス体制で2016年に復帰してから初の表彰台に入賞し、前年の成績を上回るマシン開発に貢献した。
2021年シーズンからチームのコンストラクター名が「アルピーヌF1」にリニューアル改称することになり、引き続き同チームのテクニカルディレクターを務める。初年度のマシン「A521」がハンガリーGPで優勝し、ルノーワークス時代から数え13年ぶりの勝利に貢献。翌2022年シーズンより、チーフ・テクニカルオフィサー（最高技術責任者）に昇格した。
2023年5月、アルピーヌではチームの目標とは程遠い成績が続き、CEOのローラン・ロッシがチーム代表のオットマー・サフナウアーを「彼が責任を取るべきだ」と非難するなど不協和音も伝えられる状況となっていた。同年7月、ロッシCEOは退任、ベルギーGP開催中にサフナウアー代表とスポーティングディレクターのアラン・バーメイン、加えてフライも同グランプリをもってアルピーヌを離脱することが発表された。

### ウィリアムズ（2023年 - ）
ウィリアムズF1チームは、新代表に就任した元メルセデスのジェームス・ボウルズにより新体制構築が進められており、技術部門にCTO（最高技術責任者）待遇でフライの加入が決定し、チームでの実務開始は2023年11月からと発表された。